# A Dead Poem
A Dead Poem – czwarty album studyjny greckiego zespołu black metalowego Rotting Christ. Został nagrany w Woodhouse Studios w Hagen, w maju 1997 roku.

## Lista utworów
Opracowano na podstawie materiału źródłowego.
| Nr  | Tytuł utworu               | Długość |
| --- | -------------------------- | ------- |
| 1.  | „Sorrowfull Farewell”      | 4:52    |
| 2.  | „Among Two Storms”         | 4:09    |
| 3.  | „A Dead Poem”              | 4:08    |
| 4.  | „Out of Spirits”           | 4:06    |
| 5.  | „As If by Magic”           | 5:51    |
| 6.  | „Full Colour is the Night” | 4:47    |
| 7.  | „Semigod”                  | 4:39    |
| 8.  | „Ten Miles High”           | 4:34    |
| 9.  | „Between Times”            | 5:03    |
| 10. | „Ira Incensus”             | 5:16    |
|     |                            | 47:25   |

## Twórcy
Opracowano na podstawie materiału źródłowego.
| Zespół Rotting Christ w składzie - Sakis Tolis – gitara, śpiew - Kostas Vassilakopoulos – gitara - Andreas Lagios – gitara basowa - Georgios Tolias – instrumenty klawiszowe - Themis Tolis – perkusja |  | Dodatkowi muzycy - Fernando Ribeiro – gościnnie śpiew (utwór 2) |  | Inni - Alexandre „Xy” Locher – gościnnie instrumenty klawiszowe, inżynieria dźwięku - Matthias Klinkmann – inżynieria dźwięku - Carsten Drescher – dizajn, oprawa graficzna - Yiannis Zafiris – zdjęcia - Siggi Bemm – miksowanie, mastering |